# Plattenberg (Buchbach)

Plattenberg 1

Plattenberg ist ein Gemeindeteil des Marktes Buchbach im oberbayerischen Landkreis Mühldorf am Inn.

## Lage
Die Einöde Plattenberg liegt 1,6 Kilometer südöstlich von Buchbach in der Gemarkung Buchbach oberhalb des Pfarrergrabens, der in den Walkersaicher Mühlbach mündet.

## Gemeindezugehörigkeit
Plattenberg gehörte zur Gemeinde Walkersaich und wurde am 1. Januar 1972 im Zuge der Gebietsreform in Bayern nach Buchbach umgegliedert.

## Bevölkerungsentwicklung
Um 1871 gab es in Plattenberg zehn Einwohner. Im Mai 1987 lebten dort zehn Einwohner in zwei Wohngebäuden.
| Jahr      | 1871 | 1925 | 1950 | 1970 | 1987 |
| Einwohner | 10   | 11   | 9    | 10   | 10   |